# SL村上ひな街道号

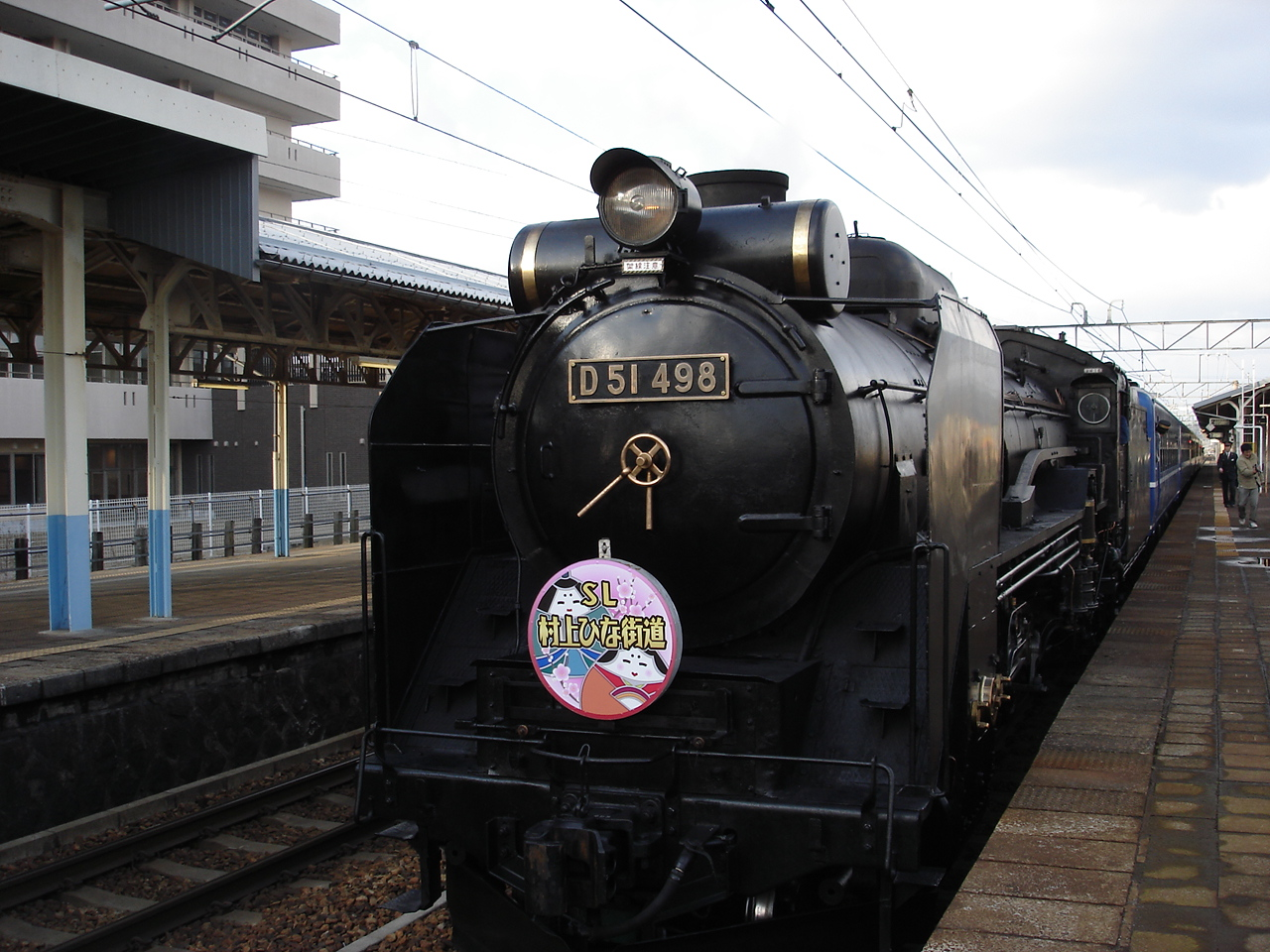
D51 498が牽引する「SL村上ひな街道号」
（2007年3月）

SL村上ひな街道号（エスエルむらかみひなかいどうごう）は、2002年（平成14年）より東日本旅客鉄道（JR東日本）が羽越本線で運行している臨時快速列車（2006年のみ団体専用列車）の名称である。

## 概要

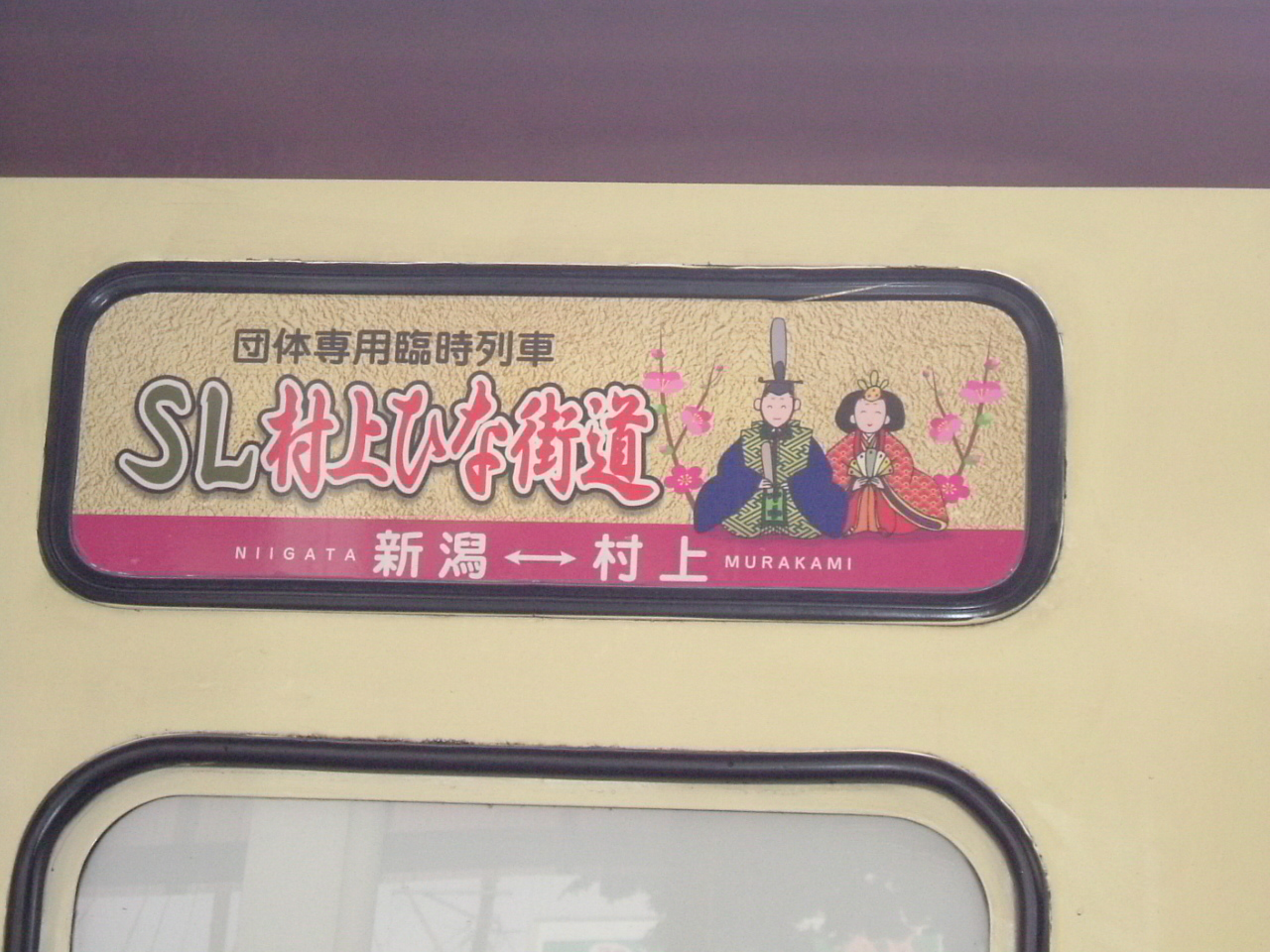
方向幕（2006年3月19日）

新潟県村上市で残されている町屋と、古くから受け継がれている雛人形を全国の人々に見てもらおうと毎年行われるイベント「町屋の人形さま巡り」にあわせて、2002年（平成14年）以降に毎年運転されている。列車の特徴として、列車名にもある蒸気機関車 (SL) による牽引が行われている。

## 運行形態
新津駅を午前、村上駅を午後に発車するダイヤとなっている。
2006年の運転までは新潟駅と村上駅を往復する経路であったが、2007年から2017年は復路は新潟駅に向かわず、新発田駅からそのまま羽越本線を南下して車両基地がある新津駅へ運行する経路に変更となっている。なお、2006年（平成18年）の運転時における上り列車は途中の駅で1時間近く停車するダイヤになっており、新発田駅でこの列車より早く新潟駅に着く普通列車に乗り換える事ができた。また2017年度の運行より、新潟駅が高架化されたため、往路も新津駅始発となった。

### 停車駅
新津駅 - 新発田駅 - 中条駅 - 坂町駅 - 村上駅

### 使用車両
- 牽引機関車
  - C57 180（新津運輸区所属）
  - D51 498（高崎車両センター高崎支所所属）
- 客車
  - 12系客車（ばんえつ物語用）7両（新潟車両センター所属）
  - 12系客車6両（高崎車両センター高崎支所所属）
  - 旧型客車6両（高崎車両センター高崎支所所属）

## 沿革
- 2002年（平成14年）3月2日 - 3日：新潟駅 → 村上駅間を、臨時快速列車として運転。D51 498牽引[1][3]。片道運行で日章旗取り付け。
- 2003年（平成15年）3月1日 - 2日：新潟駅 - 村上駅間を、臨時快速列車として運転。坂町駅の転車台を修復して上下列車の運転を実施。D51 498牽引[4]。
- 2004年（平成16年）3月6日 - 7日：新潟駅 - 村上駅間を、臨時快速列車として運転。D51 498牽引[5]。
- 2005年（平成17年）3月19日 - 20日：新潟駅 - 村上駅間を、臨時快速列車として運転。C57 180牽引[6]。
- 2006年（平成18年）3月18日 - 19日：新潟駅 - 村上駅間を、団体専用列車として運転。C57 180牽引[7]。
- 2007年（平成19年）3月17日 - 18日：新潟駅 - 村上駅 - 新津駅間を、臨時快速列車として運転。D51 498牽引[8]。
- 2008年（平成20年）3月22日 - 23日：新潟駅 - 村上駅 - 新津駅間を、臨時快速列車として運転。C57 180牽引[9]。
- 2009年（平成21年）3月20日 - 21日：新潟駅 - 村上駅 - 新津駅間を、臨時快速列車として運転。C57 180牽引[10]。
- 2010年（平成22年）3月27日 - 28日：新潟駅 - 村上駅 - 新津駅間を、臨時快速列車として運転。C57 180牽引[11]。
- 2011年（平成23年）：

3月19日 - 20日に運転予定であったが、直前の3月11日に発生した東北地方太平洋沖地震（東日本大震災）の影響により、運転取り止めとなった。なお、この時はSLではなくDE10形ディーゼル機関車の重連運転による「DL村上ひな街道号」として運行される予定であった。
- 2012年（平成24年）3月24日 - 25日：新潟駅 - 村上駅 - 新津駅間を、臨時快速列車として運転。C57 180牽引[13]。
- 2013年（平成25年）3月23日 - 3月24日：新潟駅 - 村上駅 - 新津駅間を、臨時快速列車として運転。C57 180牽引[14]。

客車は当時7号車がグリーン車化に伴う改造工事で使用できなかったため、業務車両として高崎車両センターのオヤ12 1を代わりに連結した。
- 2014年（平成26年）3月22日 - 3月23日：新潟駅 - 村上駅 - 新津駅間を、臨時快速列車として運転。C57 180牽引[15]。

客車は前年の7号車に続き1～6号車の改造工事で使用できなかったため、高崎車両センターの旧型客車6両を使用した。
- 2015年（平成27年）3月28日 - 3月29日：新潟駅 - 村上駅 - 新津駅間を、「DL村上ひな街道号」として運転。DE10 1700牽引[16]。

C57 180が全般検査施工のため使用できず、高崎支社からもSLを借りることが出来なかったため、DE10形牽引となった。なお、以前計画された2011年のように重連として使用せず、単機牽引であった。
- 2016年（平成28年）3月19日 - 20日：新潟駅 - 村上駅 - 新津駅間を、臨時快速列車として運転。C57 180牽引。
- 2017年（平成29年）3月25日 - 26日：新潟駅 - 村上駅 - 新津駅間を、臨時快速列車として運転。C57 180牽引。
- 2018年（平成30年）3月24日 - 25日：新津駅 - 村上駅間を、臨時快速列車として運転。C57 180牽引[17]。
- 2019年（平成31年）3月23日 - 24日：新津駅 - 村上駅間を、「EL村上ひな街道号」として運転。往路EF81 97 復路EF64 1051牽引[18]。

C57 180が故障し大宮総合車両センターに入場中のため使用できず、高崎支社からもSLを借りることが出来なかったため、往路はEF81形、復路はEF64形牽引となった。なお、初日の往路と復路の合間、村上駅でEF81形をお雛様、EF64形をお内裏様に見立て、両機ともヘッドマークを付けた状態で展示された。
- 2020年（令和2年）：この年は運行の設定がなかった。ただし、この運転中止は新型コロナウィルス感染症拡大以前に決定していた。
- 2021年（令和3年）3月27日 - 28日：臨時快速列車として、新津駅→村上駅間の片道でのみ運転[19]。
- 2022年（令和4年）：この年は「SL村上ひな街道号」としての運転はなく、代わりに「ひな街道Shu*Kura」を運転。
- 2023年（令和5年）：前年に引き続き「SL村上ひな街道」としての運転はなく、代わりに「ひな街道Shu*Kura」を運転。[20]
- 2024年（令和6年）：3月23日-3月24日：新津駅‐村上駅間を往路は、「SL村上ひな街道号」（C57 180牽引）、復路は同じ客車を使用して「EL村上ひな街道号」（EF81 140牽引）として運転。
- 2025年（令和7年）：3月29日ｰ3月30日：新津駅ｰ村上駅間を臨時快速列車として運転。往路は「SL村上ひな街道号（C57 180牽引）」、復路は「EL村上ひな街道（EF81 134牽引）」として運転。

## 別愛称での運転
村上にちなんでSL牽引で運転された主な列車を挙げる。

### SL村上大祭号
番外編として、2003年（平成15年）および2004年（平成16年）の7月6日には、毎年7月6・7日に村上市で開催する村上大祭にちなんだ「SL村上大祭号」が運転された。運転区間やダイヤは「SL村上ひな街道号」と同じであるほか、車両は運転期間中だった「SLばんえつ物語」と共通のC57 180および同列車用の客車を使用して運転された。
日曜日となる2003年（平成15年）は臨時快速列車として、平日となる2004年（平成16年）は団体専用列車として設定されたが、この年以降は同列車の設定はなされていない。
なお、C57 180の動態復元（1999年）以降における白新線・羽越本線への乗り入れは2003年の当列車の牽引が初めてであった。

### SL村上屏風まつり号
上記の「SL村上大祭号」以降は「SLばんえつ物語」運転期間中は村上へのSL牽引列車の運転が途絶えていたが、2010年（平成22年）9月25・26日、村上屏風祭りにあわせて「SL村上屏風まつり号」が初めて設定された。2007年（平成19年）より使用している運行ダイヤ・運行区間をもって2日間運転され、復路列車では一部車両を貸し切って「SLレトロ・ハイボールトレイン」と銘打ち、ハイボールやビールの飲み放題を提供するサービスも行われた。
また、JRが季節ごとに発表する当初の臨時列車運転計画には含まれていなかったが、2011年には9月17・18日に新潟駅→村上駅→新津駅間の臨時列車として設定された。この時は、指定席車両が1両であるのに対して自由席車両が5両設定されており、運行主体者のJRは「座席指定券が不要（乗車券のみで乗車できる）SL列車」であることをアピールポイントの一つとしていた。なお、この年は7月末に発生した新潟・福島豪雨に伴い磐越西線が被災し、「SLばんえつ物語」は長期運休となっており、本来は「SLばんえつ物語」として両日とも運転される予定であった。